# Бабкін Сергій Миколайович
Сергій Миколайович Бабкін (нар. 7 листопада 1978, Харків, УРСР) — український музикант, актор, автор і виконавець пісень, учасник гурту 5'nizza. Тренер VII та VIII сезонів шоу «Голос країни». Учасник V сезону шоу «Танці з зірками» (з дружиною Сніжаною Бабкіною).

## Життєпис
Народився 7 листопада 1978 року в Харкові. З шести років відвідував гуртки бальних танців і фігурного катання та школу образотворчого мистецтва, захоплювався театром. У школі брав участь у шкільній самодіяльності, КВК та ходив у драмгурток. Гітару вперше взяв у 12 років, на Сергія вплинули гурти «Браво», «Чиж & Co», пізніше — Володимир Висоцький. Закінчив Харківський ліцей мистецтв № 133 та музичну школу № 13 за класом флейти.
1994 року після 9-го класу і дитячої музичної школи вступив на театральне відділення харківського Ліцею мистецтв (закінчив 1996-го). Тоді ж Сергій розглядав варіанти вступу у музичне училище (була готова програма для вступу) і в оркестр військового училища, проте віддав перевагу акторській кар'єрі. У ліцеї познайомився з Андрієм Запорожцем. Будучи студентом Харківського національного університету мистецтв імені Івана Котляревського, в лютому 1999 року поїхав до Санкт-Петербурга, щоб випробувати вдачу і вступити у місцеві театри, проте повернувся до Харкова.
2000 року закінчив Театральне відділення Харківського університету мистецтв (факультет «актор театру драми і кіно»). Того ж року разом з Андрієм Запорожцем заснував гурт 5'nizza, який протягом наступних років став одним з найпопулярніших в Україні та Росії. Тоді ж почав видавати сольні альбоми, дебютний альбом «УРА!» вийшов в 2004 році. Грав вистави у театрі, спершу в Харківському драматичному, потім у «Театрі 19» та «Прекрасні квіти», зіграв декілька ролей у кіно.

## Музика

### 5'nizza
Роком створення гурту можна вважати 2000-й, коли було придумано назву та написано перші спільні пісні Сергія Бабкіна та Андрія Запорожця. У 2002 році на студії «М.A.R.T.» всього за півтори години хлопці записали всі 17 композицій, які були написані на той момент.
Влітку 2002 року вони виступили на фестивалі КаZантип, де познайомилися з лідером гурту W.K.? Едуардом Шумейком («Шум»), який згодом став менеджером 5'nizza. Він запропонував їм восени зіграти кілька концертів у Москві. 5'nizza прийняли запрошення та вже на другому виступі зібрали повний клуб.
Дебютний альбом 5'nizza розійшовся величезним тиражем, точну цифру неможливо встановити через те, що більша його частина поширювалася піратським способом.
Група набула міжнародної популярності, збираючи багатотисячні майданчики в Україні, РФ та інших країнах. У 2005 році вийшов другий альбом 5'nizza під назвою «О5», який був набагато прохолодніше прийнятий слухачами.
16 червня 2007 року у Кракові (Польща) відбувся концерт гурту, після чого Бабкін та Запорожець заявили про припинення спільної діяльності. 4 березня 2015 року гурт оголосив про возз'єднання. 21 квітня на YouTube було опубліковано кліп на пісню «I Believe In You», а 1 травня було видано другу записану після возз'єднання пісню «Вперед».
15 лютого 2017 року вийшов третій альбом 5'nizza під назвою «КУ» з 14 композицій. Паралельно з виступами в гурті, обидва учасники продовжували сольні виступи.
У лютому 2025 року гурт запланував серію виступів у Європі, заявивши про це виключно російською мовою. Цей анонс викликав у українців чимало негативних відгуків. Бабкін та Запорожець не прокоментували ситуацію.

### Сольна кар‘єра

Альбом «Ура!» Сергія Бабкіна (2004)

Ще після повернення з КаZантипа у 2002 році Бабкін із Сергієм Савенком (кларнет) записав на студії «М.A.R.T.» 30 пісень, які були написані ним самостійно і не підходили для 5'nizza. 16 із них вийшли у дебютному сольному альбомі Бабкіна «Ура!» (2004), решта пісень було видано через рік у складі альбому «Бис!» (2005).
Після знайомства з піаністом Юхимом Чупахіним, близько півтора року Сергій Бабкін виступав у супроводі клавішних і кларнета. У цьому ж складі був записаний і третій сольний альбом «Сын» (2005), присвячений нещодавно народженому синові Сергія.
Після приєднання бас-гітариста Ігора Фадєєва був випущений альбом «Мотор» (2007). У цей же період у групі Бабкіна з'явився ударник Костянтин Шепеленко.
У квітні 2008 року у світ вийшли альбоми «Аминь.ru» та «Взблатнулось».
У 2010 році був випущений подвійний альбом «Снаружи и внутри». У цьому ж році Сергій Бабкін зібрав гурт K.P.S.S. і під цією назвою випустив альбом «Свинец».
У 2012 році відбувся реліз альбому STAR'YO, до якого увійшли найбільш відомі пісні Бабкіна під новими назвами, записані в нових аранжуваннях.
У 2013 році вийшов альбом «Сергевна», присвячений нещодавно народженій дочці Сергія Веселині. Презентація альбому відбулася у Палаці спорту у Харкові та у клубі Stereo Plaza у Києві.
У 2016 році випущено альбом «#неубивай».

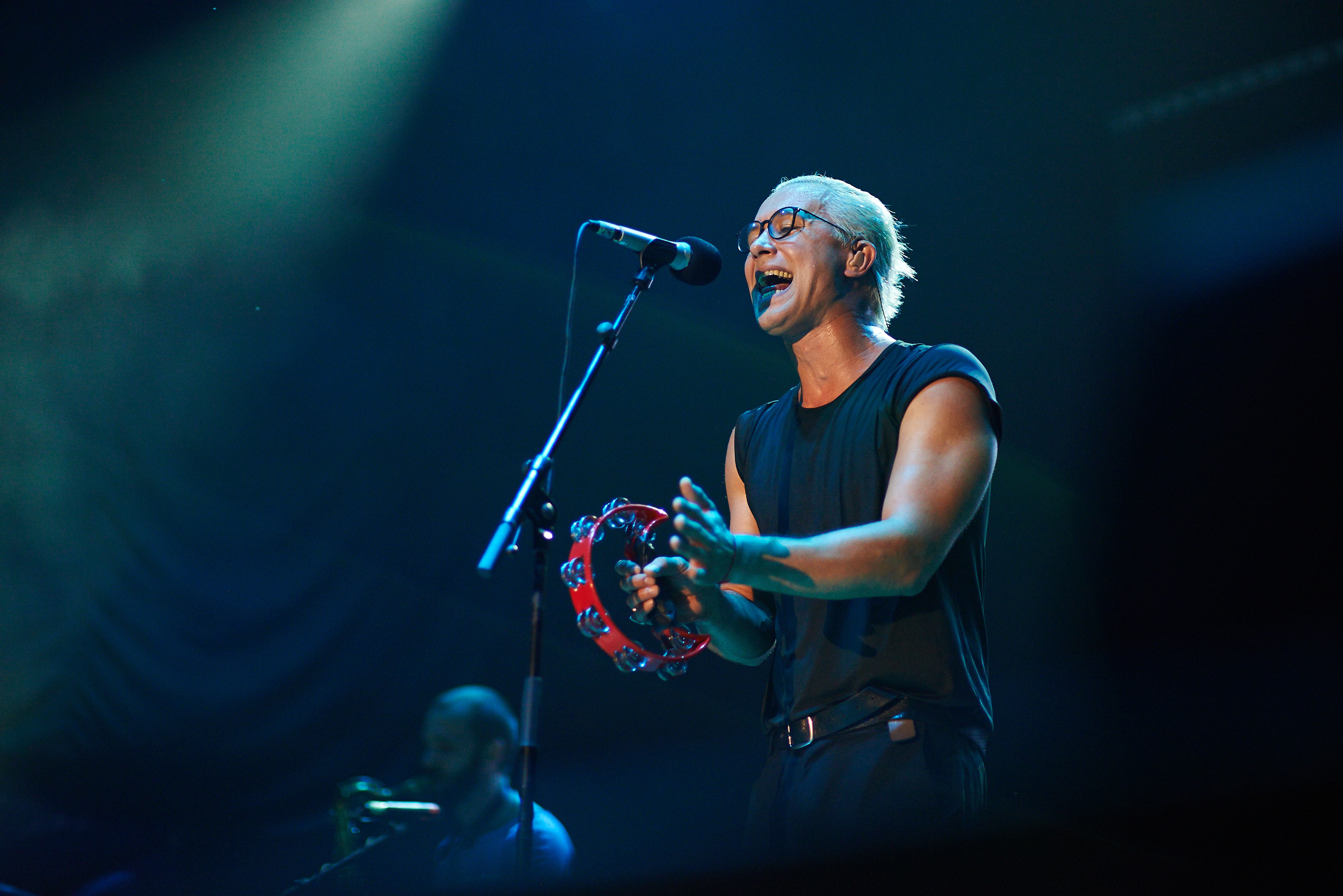
Бабкін на фестивалі Імпульс Фест 2016

У жовтні 2016 року стало відомо, що Бабкін замінить у кріслі зіркового тренера Святослава Вакарчука та стане новим наставником шоу «Голос країни». Прем'єра нового сезону відбулася 22 січня 2017 року.
2017 року Бабкін випустив сингл «Де би я». Пісня вперше прозвучала на останньому гала-ефірі проекту «Танці з зірками». Телевізійна прем'єра композиції стала поворотним моментом у сольній кар'єрі Сергія Бабкіна, а сама пісня — однією з найпопулярніших у репертуарі артиста. «Де би я» — одна з найпопулярніших українських пісень останніх років, яка отримала велику кількість ротацій на українських радіостанціях.
У 2018 році відбулася прем'єра «Голос країни-8», другого сезону для Сергія Бабкіна як наставника. Переможницею проекту стала учасниця його команди Олена Луценко. Цього ж року Сергій Бабкін взяв участь у півфіналі національного відбору на Євробачення 2018 з піснею «Крізь твої очі», але за результатами голосування не пройшов у фінал.
У вересні 2018 року Сергій Бабкін випустив свій перший повністю україномовний альбом «Музасфера». Музичний журналіст та головний редактор сайту Karabas.Live Ігор Панасов дав високу оцінку роботі, зазначивши, що «новий альбом плавно вводить Сергія в контекст сучасного поп-звучання».
|                | «Музасфера» — точно зібраний конструктор з пісень, які дають широку палітру настроїв. Новий Бабкін у більшості номерів так чи інакше пританцьовує, але не стрімголов, а у своєму, повному ліричних драм стилі. Артист, який звик до роботи зі складними почуттями, не став дрібнішим чи поверховішим. Просто його сум тепер розкривається перед людьми у більш райдужних тонах. |
| — Ігор Панасов | |

У травні 2020 року Сергій Бабкін разом з іншими українськими музикантами, серед яких Alina Pash, Latexfauna, KRUTЬ, Gurt [O], YUKO, Constantine та інші, взяв участь у записі композиції «Різні. Рівні» — маніфесту толерантності на підтримку людей різної ґендерної ідентичності та сексуальної орієнтації. У червні 2020 року Бабкін випустив спільну пісню «Спалах» з актрисою «Кварталу-95» Оленою Кравець.

У 2021 році дві композиції Сергія Бабкіна «Бомба-ракета» та «Вона знає» увійшли до саундтреку серіалу «Джек та Лондон» на телеканалі 1+1.

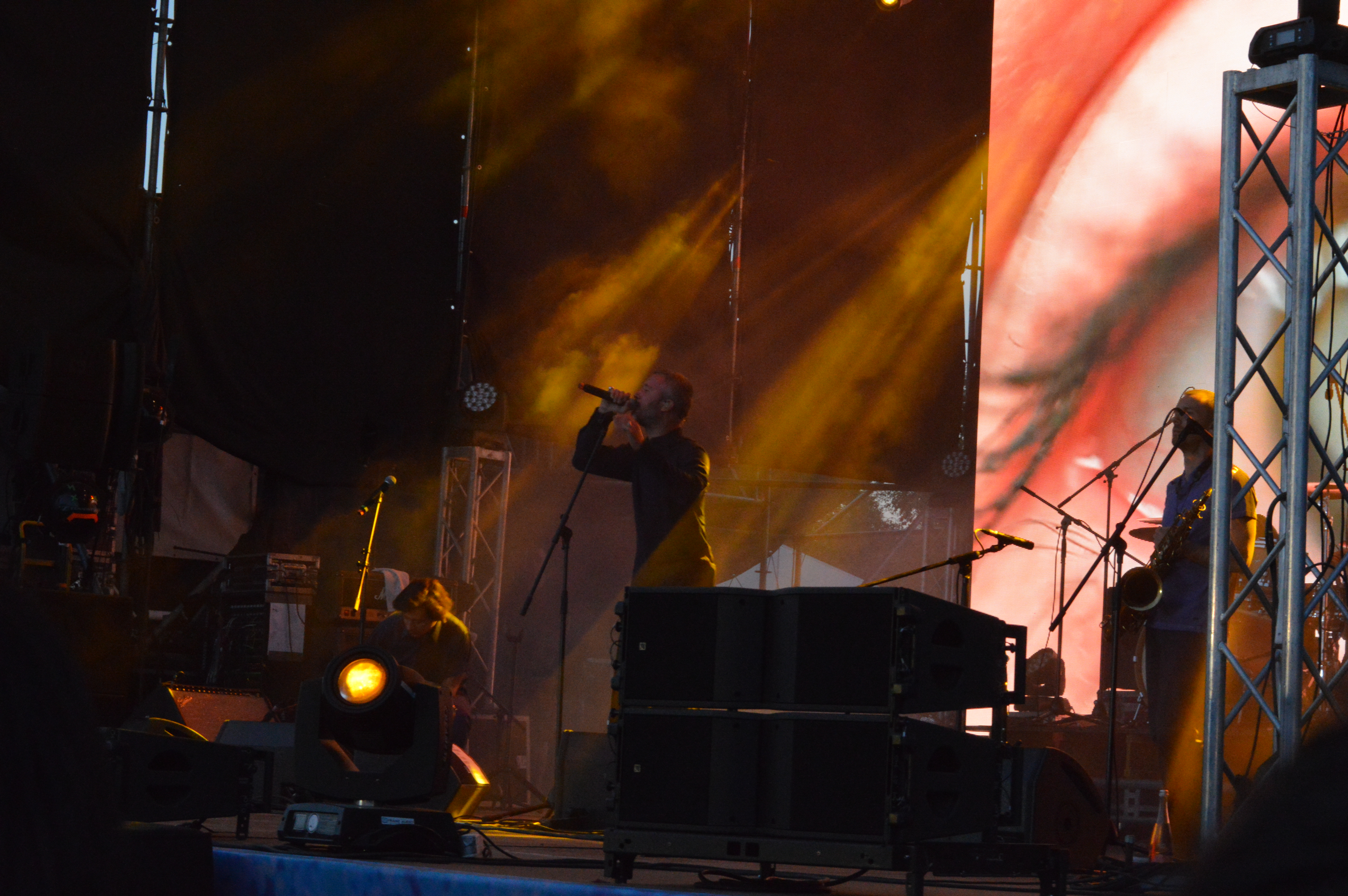
На фестивалі MRPL City, 2018

На 25 лютого 2022 року було заплановано реліз нового чотирнадцятого альбому «Космотато», але його вихід довелося відкласти через початок вторгнення Росії в Україну.
19 серпня 2022 року вийшов максі-сингл «Я Солдат» (2022 Version) — нові версії хіта групи 5'nizza українською, англійською, російською, а також ремікс на трек. 24 серпня, на День Незалежності України, Сергій Бабкін випустив новий міні-альбом — «Далі ми самі». Запис міні-альбому проходив у мюнхенській Mastermix Studio. Платівка складається із семи композицій та чотирьох віршів. Всі пісні, що увійшли до нього, були створені і записані Бабкіним після початку війни. Крім авторських композицій до складу міні-альбому включено й адаптацію одного з головних віршів Тараса Шевченка «Заповіт», музичною основою для якої стала пісня Боба Марлі No Woman No Cry.
7 жовтня вийшов сингл Face to Face — спільна робота Сергія Бабкіна, учасника британського дуету Eurythmics, музиканта та продюсера Dave Stewart, лідера групи «Акваріум» Бориса Гребенщикова та вокалістки британо-американської групи Fleetwood Mac Стіві Нікс. Продюсером композиції виступив Девід Стюарт. Пісня записана для міжнародного проекту, метою якого є популяризація United24 — глобальної онлайн-платформи для збору коштів на підтримку України, запущеної за ініціативи Президента України Володимира Зеленського. Усі гроші, отримані зі стрімінгу Face to Face, також надходять до United24.
Лише через тиждень, 14 жовтня, вийшла композиція «Пташка» — дует Сергія Бабкіна та молодого українського виконавця Udovenko (Володимир Удовенко). Пісня була написана Володимиром Удовенком під впливом від теракту росіян в Оленівській колонії 29 червня 2022 року, в якому загинули понад 50 українських військовополонених, та присвячена парамедикині батальйону «Азов» з позивним Пташка.
25 листопада 2022 року відбувся реліз збірки The Best — найкращих пісень Сергія Бабкіна за його двадцятирічну творчу кар'єру. До компіляції увійшли 23 композиції, які раніше виходили на його сольних альбомах, а також дві нові — «Проте» та «Ще осінь зовсім молода». Ці пісні мали опублікувати в альбомі «Космотато», запланованому на 25 лютого 2022 року, але реліз було скасовано через початок повномасштабного вторгнення російських військ.
23 грудня відбулася прем'єра класичного різдвяного гімну Silent Night у виконанні Сергія Бабкіна та легендарного гітариста та співака Jose Feliciano. В запису також взяв участь австрійський співак FaWiJo, який і виступив ініціатором колаборації. Нова версія гімну є частиною проекту FaWiJo & United Artists for Ukraine, в якому також беруть участь Billy Ocean, Status Quo, Gipsy Kings та інші. Кошти від монетизації відео цього проекту будуть спрямовані на допомогу Україні.
24 березня 2023 презентовано трек «Непробивна».
12 травня вийшов сингл «127МА», створений на прохання командира 127-ї бригади ТрО ЗСУ Харкова.
18 серпня вийшов сингл «Про Дні».
23 лютого 2024 — вийшов альбом «Лютий» з 12 композицій у цифровому форматі і на вінілі. До альбому увійшли сингли «Непробивна», «Про дні» та «Магія», випущені у 2023 році.

### Брюссель
2010 року Святослав Вакарчук запросив Бабкіна взяти участь у його супергрупі, до складу якої також увійшли Дмитро Шуров (рояль, електропіаніно, електрооргани, металофон), Максим Малишев (барабани, перкусія), Петро Чернявський (бас-гітара, гітари). Проект отримав назву «Брюссель». Однойменний альбом записувався у серпні 2011 року у Брюсселі на студії ICP Recording Studios. До альбому увійшли 12 композицій українською та англійською мовами.
На записі альбому і концертах Бабкін виконував партії гітари, флейти, а також різні лід і бек-вокальні партії. Крім того, в альбомі вийшла його авторська композиція «Зелений Чай».
Онлайн-презентація проекту відбулася 13 грудня у прямому ефірі на платформі YouTube.
У квітні 2012 року відбувся всеукраїнський тур на підтримку цього альбому.

## Громадянська позиція

### До 2022 року
2014 року, після початку російсько-української війни активно продовжував виступати в Росії (до 2016) та Україні (зокрема, в окупованому Росією Криму) в рамках проєкту 5'nizza з Андрієм Запорожцем, так і сольно. Свої виступи в Росії та окупованому Криму пояснював «перемогою», коли «10 тисяч людей в центрі Москви співають українською». За словами Бабкіна, він виступав у РФ «не для політиків, а для слухачів». Через це його позицію критикували в українському суспільстві.
2 жовтня 2017 року активісти у Рівному провели протест перед виступом Бабкіна з гаслами «Ні концерту на крові», однак не перешкоджали проведенню концерту.
7 жовтня 2017 року концерт Бабкіна у Львові було скасовано, оскільки він відмовився виконати умови місцевих активістів, котрі вимагали від нього публічно визнати Росію країною-агресором і пообіцяти не давати концертів на її території та окупованих територіях України. Артист заявив, що він «поза політикою» і що «ситуація неоднозначна».
9 жовтня 2017 року концерт Бабкіна у Тернополі було скасовано організаторами після публікації активістами місцевих громадських організацій звернення з намірами пікетувати концерт.
12 жовтня 2017 року активісти Правого сектора та «ВО Свобода» виставили пікет біля концертного залу у Дніпрі, де мав пройти концерт. Вони вимагали від Бабкіна висловити точку зору та скасувати виступи в РФ. Цього разу Сергій публічно заявив, що вважає уряд РФ агресором, а Крим — «окупованою територією України», і концерт таки відбувся.

### З 2022 року
8 квітня 2022 року Сергій випустив сингл «Далі ми самі» про російсько-українську війну. Прибуток від стрімінгу пісні та монетизації на YouTube він обіцяв перерахувати Харківській дитячій клінічній лікарні № 1.
Влітку 2022 року Бабкін з іншими українськими артистами взяв участь у записі композиції «Ми з України».
1 серпня 2022 року, під час повномасштабного вторгнення РФ до України, виїхав із родиною до Німеччини. За власними даними, там родина мала статус біженців, жила в соціальному житлі й отримувала 1500 євро допомоги. Діти навчалися в німецькій школі, із Бабкіними до Німеччини виїхала їхня няня. На запитання про критику артистів, які виїхали за кордон, Бабкін відповів, що все робить правильно і не планує повертатися, оскільки не може заробляти в Україні. Це інтерв'ю викликало негативну реакцію в українському суспільстві.
У листопаді 2022 року Бабкін повернувся до України, зіграв концерти в Києві та Львові, виступив у «Охматдиті», в 127-й бригаді ТрО ЗСУ та в Харкові біля станції метро Архітектора Бекетова. За словами Бабкіна, всі або більшу частину коштів він надсилав волонтерським організаціям, які допомагають харків'янам та харківській ТрО.
У лютому 2023-го року Бабкін провів благодійний тур містами України, збираючи гроші для 127-ї бригади ТрО ЗСУ, за що з дружиною отримав від командира бригади відзнаки від тероборони Харкова.
Протягом березня-грудня 2022 року Бабкін відіграв 70 благодійних концертів у різних країнах, як у складі проекту «Доброго вечора, ми з України!», так і сольно, гонорари він передав волонтерським організаціям та ТрО Харківщини.
У вересні 2023 року стало відомо, що для організації деяких концертів Бабкін співпрацював із компанією, яка має представництво в Москві, і більшість її концертів було організовано для російських співаків, частина яких гастролює з антивоєнними та опозиційними до російської влади висловлюваннями. Директорка Бабкіна заявила, що «набагато важливіше грати концерти та збирати кошти на потреби 127-ї бригади ЗСУ, а не з'ясовувати, в якій країні раніше жили організатори або чи має квитковий оператор представництво в РФ».

## Актор театру
У січні 1999 року, навчаючись на ІІІ курсі Харківського університету мистецтв, Сергій був зарахований до штату Харківського драматичного театру, в якому працював до 2002 року.
У театрі він познайомився з Ігорем Ладенком. Ще студентом ІІ курсу Ладенко поставив двогодинну виставу «Емігранти» за п'єсою Славомира Мрожека, в якій зіграли його друзі-актори Сергій Бабкін та Олег Дідик. Вистава залишилася в їхньому репертуарі на наступні 12 років. Після «Емігрантів» було поставлено спектаклі «Любофф» та «Павло I». Усі три постановки стали основою репертуару новоствореного театру, який одержав назву «Театр 19».
Керівництво театру ім. Пушкіна, де працювали всі троє, було незадоволено виникненням нового театру, і Ладенка було звільнено з посади майстра монтувального цеху. Наступного дня, за власним бажанням пішли Сергій Бабкін та Олег Дідик.
Сергій Бабкін грав у «Театрі 19» упродовж 12 років, аж до 2012 року. На його рахунку такі ролі як Х («Емігранти»), Біс («Чмо»), Капітан («Двері»), Гамлет («Наш Гамлет»), Пташиха, Сосновський («Хулія славлю!»). Тут же 2007 року він познайомився зі своєю майбутньою дружиною — Сніжаною.
У 2013 році разом зі Сніжаною приєднався до нещодавно утвореного харківського театру «Прекрасні квіти», який працював у безсловесному жанрі фанк-футуризм, використовуючи пластику тіла та імпровізацію. «Прекрасні квіти» брали участь у театральних фестивалях у Німеччині, Польщі, Азербайджані, Коста-Риці.

## Актор кіно
Дебютом у кіно для Бабкіна став епізод у фільмі «Російське» (Мосфільм, 2005). Фільм було знято за мотивами творів Едуарда Лимонова. Зйомки проходили у Харкові.
2007 року Сергій взяв участь у зйомках фільму «День радіо», де зіграв самого себе.
2009 року зіграв головну роль у фільмі Володимира Лерта «Відторгнення». У фільмі також знімався Богдан Ступка, а саундтрек до фільму написав гурт «Бумбокс». Їхній кліп «Наодинці» був знятий прямо на знімальному майданчику фільму, а одним із головних героїв кліпу став Сергій Бабкін.
2014 року з дружиною Сніжаною Сергій взяв участь у фільмі «Олександр Довженко. Одеський світанок» (2014), де зіграв роль молодого Олександра Довженка.
Також знімався в епізодах наступних фільмів:
- «Як завести жінку» (2013) — могильник
- «Хепі-енд» (2013) — гравець у «Мафію»
- «Скарб: Страшно новорічна казка» (ТВ, 2007) — Макс
- «Феномен» (2005)[66] — епізод
- «Я, ти, він, вона» (2018) — хуліган
- «11 дітей з Моршина» (2019) — охоронець Юзік
- «Чорний ворон» (2019) — відлюдник Варфоломій

## Дублювання та озвучення українською
| Рік  | Українська назва | Оригінальна назва | Роль  | Актор оригіналу     | Дж.    |
| ---- | ---------------- | ----------------- | ----- | ------------------- | ------ |
| 2018 | Грінч            | англ. The Grinch  | Грінч | Бенедикт Камбербетч | [ 67 ] |

## Телебачення
У 2017 році Сергій та Сніжана Бабкіни стали учасниками 5-го сезону шоу «Танці з зірками». У першому епізоді пара посіла перше місце за кількістю балів, обійшовши решту учасників. Сергій та Сніжана дійшли до чвертьфіналу, залишивши шоу після восьмого прямого ефіру.
У 2017—2018 роках Сергій Бабкін два сезони був зірковим наставником у шоу «Голос країни» на каналі 1+1. У восьмому сезоні (2018) учасниця його команди Олена Луценко перемогла у шоу.

## Дискографія

### Альбоми
- 2004 — УРА!
- 2005 — БИС!
- 2005 — Сын
- 2007 — Мотор
- 2008 — Аминь.ru
- 2008 — Взблатнулось
- 2010 — Снаружи и внутри
- 2012 — STAR'YO
- 2013 — Сергевна
- 2016 — #неубивай[68][69]
- 2018 — Музасфера[70]
- 2024 — Лютий

### EP
- 2022 — Далі ми самі

### Сингли
- 2017 — Привіт, Бог
- 2017 — Де Би Я
- 2018 — Хто Далі Йде
- 2018 — Крізь Твої Очі
- 2018 — Дихай Повільно
- 2019 — Моє Кохання
- 2019 — Єви і Адами
- 2019 — Лис
- 2020 — Спалах (feat. Олена Кравець)
- 2020 — Бомба-ракета
- 2020 — Бомба-ракета (ALL2NIN Remix)
- 2020 — Твоя Любов
- 2020 — Because You Love
- 2021 — Вона Знає
- 2022 — Далі Ми Самі (feat. Sidor)
- 2022 — Я Солдат (2022 Version)
- 2023 — Непробивна
- 2023 — 127МА
- 2023 — Про Дні
- 2023 — Зрада
- 2023 — Магія (зі Сніжаною Бабкіною)
- 2024 — Забери (Foley Remix)

### Компіляції
- 2022 — The Best

### Спільні роботи
- 2017 — DUDA ft. Сергій Бабкін — Крила
- 2020 — Alina Pash, Сергій Бабкін, Constantine — Різні. Рівні (feat. Гурт [O], Krutь, Latexfauna, Daniel Shake, Secret Avenue, Kulshenka, Ofliyan, Lucas Bird, U:lav, Shy & Wwwaaavvveee)
- 2022 — Dave Stewart, Борис Гребенщиков, Сергій Бабкін — Face to Face (feat. Stevie Nicks)
- 2022 — Сергій Бабкін, UDOVENKO — Пташка
- 2022 — FaWiJo feat. Serhii Babkin & Jose Feliciano (United Artists for Ukraine) — Silent Night / Тиха Ніч
- 2022 — MONATIK, Сергій Бабкін, KAZKA, DANTES, Alina Pash, Roxolana, Богдан Купер — За одним столом

### K.P.S.S.
- 2010 — Свинец

## Родина
З дружиною Сніжаною Бабкіною (до шлюбу Вартанян) Сергій познайомився 2007 року, коли вона приєдналася до «Театру 19». 11 травня 2008 року вони вінчаються, 27 березня 2009 року реєструють шлюб. Сергій і Сніжана виховують трьох дітей: дочку Веселину, синів Артура та Єлисея.
Бабкін часто зазначає, що сім'я для нього є найважливішим у житті. Подружжя намагається весь вільний час проводити з дітьми, плануючи гастрольні графіки таким чином, щоб часто бути вдома і якомога менше бути відсутніми. Сусіди довгий час були впевнені в тому, що Сергій Бабкін є безробітним, оскільки регулярно бачили його, коли він гуляв з дітьми.
Також у Сергія Бабкіна є син Ілля (від першого шлюбу).
- Батько — підполковник у відставці.
- Мати — вихователька в дитячому садку.
- Брат (1972 р.н.) — військовий у званні майора.

## Цікаві факти
- Раніше, на багатьох концертах він наносив на обличчя грим «усміхненого чоловічка», ідею якого запозичив у Олександра Литвинова (Веня Д'ркин).
- Сергій Бабкін на своїх концертах часто виступає босоніж.
- Прізвисько «Отец родной» з'явилося після виходу передачі про Висоцького. Режисер «Театру на Таганці» Юрій Любимов розповідав, що після похорону сина батько Висоцького сказав: «Його поховали поряд з самим Столяровим!» І від себе Любимов додав: «Отец Родной». Сергію це сподобалося, він розповів Андрію Запорожцю, з того моменту кличка до нього приклеїлась.
- В юності був змушений підробляти, вичищаючи з друзями старі підвали для офісів; займаючись розфасовкою макаронів по мішках; працюючи вантажником; мийником скла машин, що стоять на світлофорах; продавцем хліба та булочок у метро. На літніх канікулах, перебуваючи у бабусі в період збирання пшениці, працював помічником комбайнера. У студентські роки підробляв офіціантом, працював як «мім — жива статуя» в нічному клубі «Маска».
- Улюблений мультфільм — «Ёжик в тумане»[63].

## Нагороди
- 2019 — музична премія Top Hit Music Awards, перемога у номінації «Пісня року (чоловічий вокал)» за пісню «Де би я».